# Команда К
«Команда К» (англ. Q-Force) — американський анімаційний комедійний серіал для дорослих від Netflix. У квітні 2019 року Netflix замовив 10 епізодів серіалу в Гейба Лідмана як шоуранером, у виробництві взяли участь також Шон Гейс, Тодд Міллінер та інші виконавчі продюсери. Прем'єра відбулася 2 вересня 2021 року. Серіал отримав переважно негативні відгуки від критиків, отримавши лише 23 % на Rotten Tomatoes.

## Опис
Цей серіал про квір-команду («Бойова група К'ю»), групу недооцінених супершпигунів ЛГБТ. Сюжет зосереджений на секретному агенті-геї, який схожий на Джеймса Бонда, Стіва Мерівезера (також відомого як агент Мері). Одного разу Мері вирішує проявити себе перед Американським розвідувальним управлінням (АРУ), розкрити справу та отримати схвалення агентства, але їм доводиться додати до своєї команди нового члена, гетеросексуального чоловіка.

## Озвучка

### Головні персонажі
- Стів Мерівезер (озвучує Шон Гейс) — відомий як агент Мері, Стів раніше був висхідною зіркою АРУ, перш ніж оголосив себе геєм. Він очолює Команду К, яка складається з нього, Стата, Твінка та Деб.
- Твінк (озвучує Метт Роджерс) — франко-канадський гей із Команди К, який є майстром дреґу.
- Деб (озвучує Ванда Сайкс) — досвідчена механік-лесбійка, яка є частиною Команди К, має дружину.
- Стат (озвучує Патті Гаррісон) — трансгендерний хакер Команди К.
- Дірк Чанлі (озвучує Гері Коул) — директор АРУ.
- Рік Бак (озвучений Девідом Гарбором) — гетеросексуальний агент, який приєднався до Команди К, як тільки вони стали офіційними шпигунами, служе зв'язковим між ними та АРУ.
- Ві (озвучує Лорі Меткалф) — заступник директора АРУ і жінка найвищого рангу в агентстві, яка має слабкість до Мері.

### Другорядні
- Бенджі (озвучує Гейб Лідман) — гей, який є хлопцем Мері.
- Міра Попадополус (озвучує Стефані Беатріс) — принцеса Гєнорв'я, яка зустрічається з Баком.
- Честен Барклі (озвучує Ден Леві) — підприємець-мільярдер і давній друг Мері.
- Керін (озвучує Нісі Неш[12]) — колишня партнерка Ві.
- Луїза Деск (голос Форчун Феймстер) — помічник і охоронець Дірка Чанлі.

## Епізоди
| № серії | Назва серії                              | Режисер(и)         | Сценарист(и)                            | Оригінальна дата показу |
| ------- | ---------------------------------------- | ------------------ | --------------------------------------- | ----------------------- |
| 1       | «Епізод 1. Стати на слизьку стежку»      | Джош Табак         | Гейб Лідман                             | 2 вересня 2021          |
| 2       | «Епізод 2. Барбекю в Деб»                | Джанет Морено Кінг | Меган Амрам                             | 2 вересня 2021          |
| 3       | «Епізод 3. Згорблена гора»               | Алекс Сейлер       | Гай Бранум                              | 2 вересня 2021          |
| 4       | «Епізод 4. Європобачення»                | Джош Табак         | Метт Роджерс                            | 2 вересня 2021          |
| 5       | «Епізод 5. Таємниці Західного Голлівуду» | Алекс Сейлер       | Макс Сільвестрі                         | 2 вересня 2021          |
| 6       | «Епізод 6. Бал секретарів»               | Джанет Морено Кінг | Хлоя Кінан                              | 2 вересня 2021          |
| 7       | «Епізод 7. Тарзана»                      | Джош Табак         | Айра Медісон III                        | 2 вересня 2021          |
| 8       | «Епізод 8. Грейскейл»                    | Алекс Сейлер       | Ліза Дай                                | 2 вересня 2021          |
| 9       | «Епізод 9. Кер-де-ля-Мер»                | Джанет Морено Кінг | Закері Александер Стівенс і Тім Зіентек | 2 вересня 2021          |
| 10      | «Епізод 10. Провалля»                    | Джош Табак         | Гейб Лідман                             | 2 вересня 2021          |

### Скасування
Команда К не був продовжений Netflix на другий сезон. Метт Роджерс (голос Твінка) підтвердив, що шоу не було продовжено в подкасті Spotify Attitudes!, просто сказавши, що «другого сезону не буде».